# Volo United Airlines 2885
Il volo United Airlines 2885 era un volo cargo partito da Cleveland a Los Angeles, con scalo a Detroit. L'11 gennaio 1983 si schiantò poco dopo il decollo da Detroit uccidendo tutti e 3 i membri dell'equipaggio. L'indagine del National Transportation Safety Board (NTSB) stabilì che la causa dell'incidente era da imputarsi a un errore del pilota.

## Cronologia
L'aereo coinvolto nell'incidente, un Douglas DC-8F-54 di 14 anni, codice di registrazione N8053U, parte dall'aeroporto metropolitano di Detroit alle 22:15 CST del 10 gennaio 1983, operando il volo United Airlines 2894 diretto a Cleveland, nell'Ohio. A Cleveland divenne il volo United 2885; il DC-8 partì da Cleveland alle 01:15 dell'11 gennaio. Arrivò all'aeroporto di Detroit alle 01:52; dopo un'inversione di marcia e il rifornimento di carburante, l'aereo iniziò la corsa per il decollo alle 02:51. Dopo il decollo dei testimoni affermarono che il muso dell'aereo si inclinò fino a una posizione insolitamente alta, causando picchi temporanei ai motori (dei testimoni a terra riferirono di occasionali lingue di fuoco); subito dopo, il DC-8 iniziò un graduale rollio verso destra, fino a ribaltarsi. Quando le ali raggiunsero un'inclinazione di quasi 90 gradi e ad un'altitudine di circa 1.000 piedi (300 m), l'aereo andò in stallo e cadde a terra, esplodendo all'impatto.
I tre membri dell'equipaggio erano il capitano William S. Todd (di 55 anni), il primo ufficiale James G. Day (51) e l'ingegnere di volo Robert E. Lee (50). Tutti e tre rimasero uccisi.

## Le cause
L'indagine del National Transportation Safety Board (NTSB) rivelò che, durante lo scarico delle merci a Detroit, i piloti stavano conversando in cabina di pilotaggio. Ad un certo punto il comandante Todd chiese al primo ufficiale Day se voleva scambiarsi di posto con l'ingegnere di volo e consentirgli di eseguire il decollo (contrariamente alle regole sia della United Airlines che della Federal Aviation Administration). Il primo ufficiale accettò la proposta, l'ingegnere di volo espresse i suoi dubbi, ma alla fine cedette.
Come scoprirono gli investigatori, l'ingegnere di volo Robert Lee entrò in un corso di aggiornamento per il ruolo di primo ufficiale sul DC-8 nel giugno 1979, ma gli istruttori trovarono le sue capacità non adeguate e la formazione terminò due mesi dopo. Lee riprese il suo addestramento da primo ufficiale nel febbraio 1980, questa volta per il Boeing 737, anche se stava migliorando le sue capacità erano ancora inadeguate, come disse il suo istruttore, "... il suo atteggiamento non potrebbe essere migliore ed è un gran lavoratore, tuttavia non ha fatto progressi concreti nel suo primo anno come primo ufficiale." Dopo diversi fallimenti e controlli di professionalità, il responsabile della formazione e Lee si accordarono che quest'ultimo non si proponesse per eventuali posti vacanti di pilota e di rimanere ingegnere di volo per mantenere stabile la sua carriera.
La ragione diretta di una posizione anomala con il muso in alto risultò essere dovuta ad un'impostazione del trim dello stabilizzatore eccessivamente alta (7,5 unità di puntamento dell'aereo (ANU)); probabilmente, nella confusione dovuta al cambio di posto, i piloti non riuscirono a ripristinare l'assetto durante l'esecuzione delle check list pre-decollo. (È stato riferito che il primo ufficiale commetteva occasionalmente questo errore.). Decollando di notte, senza riferimenti visivi, l'ingegnere di volo inesperto non riuscì a correggere l'assetto in tempo, causando picchi del motore, instabilità dell'aereo e alla fine uno stallo irrecuperabile. Non si sa perché il capitano non fosse riuscito a correggere la situazione; è possibile che l'ingegnere di volo si fosse bloccato sui comandi mentre impostava un'inclinazione graduale nel DC-8, e gli input opposti del capitano non sortirono alcun effetto sul movimento dello stabilizzatore. La decisione del capitano di consentire all'ingegnere di volo di eseguire il decollo è stata considerata un fattore che ha contribuito all'incidente.
Durante un'indagine, altri piloti della United ammisero, anonimamente, che tendevano a cambiare di posto con gli ingegneri di volo mentre effettuavano i decolli e/o gli atterraggi, sebbene ciò fosse raro, e non era considerato inaudito sui voli tecnici o i voli cargo.